# Comuna 2 (Tunja)
La Comuna 2, también llamada Noroccidental de Tunja concentra una importante zona residencial, la UPTC, la estación de ferrocarril del Norte y el Parque Recreacional del Norte.

## Límites
Norte: Calle 60: Comuna 1

Sur: Diagonal 38 vía Panamericana: Comuna 4, Comuna 5

Este: Avenida Central del Norte  Comuna 3

Oeste: Río La Vega (Doña Limbania), Carrera 16C (Barrios San Rafael y Altos de San Diego) y Carrera 13 con el municipio de Motavita

## Geografía
La comuna se encuentra en la planicie nordeste, atravesada por el río La Vega, en el valle alto del río Chicamocha al igual que la colina del Roble.

## División administrativa
Algunos de los barrios son:
| - Villa Universitaria - Doña Limbania - La María - La Colina - Los Parques - Los Rosales - Canapro - Los Héroes - San Rafael - La Granja - Jose Joaquín Camacho - Pozo de Donato - Los Cristales - Prados del Norte - El Roble - Soaquira - José Antonio Galán - Santa Rita - Hunzahúa |

## Sitios de interés
- El Pozo de Hunzahua, también llamado pozo de Donato : Vestigios Arqueológicos de la cultura precolombina Chibcha.
- Museo Antropológico de Tunja – UPTC
- Museo de Historia Natural[2]
- Herbario Uptc: Conserva ejemplares únicos de especies nativas americanas
- Campus Central de la UPTC
- Monumento a la Raza, Glorieta Norte
- Antiguo edificio Estación Norte del ferrocarril
- Centro Comercial la Sexta
- Parque Recreacional del Norte